# Virginia Moyano
Secundina Virginia Moyano Ponce (24 de maio de 1904 – 20 de junho de 2017) foi uma supercentenária argentina e a pessoa mais velha da história daquele país. Ela foi a segunda supercentenária da Argentina, depois de Luisa Roncoroni.

## Biografia
Virginia nasceu em 24 de maio de 1904, a filha de José Moyano e Casimira Ponce. Ela foi batizada em 9 de julho de 1904. Durante os últimos quatro anos, Virginia vivia em San Jose Nursing Home com sua sobrinha, María Olga Gallo Moyano. Virginia disse que o segredo para viver por tanto tempo é "lembrando belas lembranças que fazem você rir". Ela também lembrou que frequentou a escola até a sexta série e o nome de seu namorado na juventude, Andrés Bergontini, que era um homem chileno de Santiago, que a deixou para se casar com outra mulher com mais dinheiro, nunca se casou e não teve filhos, mas teve um grande número de sobrinhos e sobrinhas.
No final de abril de 2016, Olga Gallo, sua sobrinha, faleceu. Em consequência, Virginia passou a viver com seus sobrinhos-netos e sobrinhos-bisnetos.
Sua idade é reconhecida pelo Grupo de Pesquisa de Gerontologia (Gerontology Research Group) dos Estados Unidos.
Morreu em 20 de junho de 2017, aos 113 anos, em um asilo de La Rioja, após sofrer uma parada cardíaca.